# Kalle Baah
Kalle Baah är en svensk reggaegrupp från Skärblacka utanför Norrköping, och en av grundstenarna i musikföreningen Blacka Musik.

## Historia
Gruppen bildades 1978, då medlemmarna gick i femte klass. På Bob Marleys dödsdag 1981 drog de ut sina instrument på villatomten för att genomföra en minneskonsert (vilka fortfarande hålls i ortens folkets hus). Flera av medlemmarna hade också inspirerats av en tolkning av rastafari, Blacka rasta. 
Under tidigt 1980-tal gav gruppen ut en stor mängd demokassetter. Med sin lite sorgsna roots reggae med svenska texter blev de populära lokalt. 
1985 samlades det bästa därifrån på en LP, Blacka Rasta. Ganska tung rock-roots reggae med politiska, metaforiska texter om det stora och det lilla i livet; utanförskap, klädmärkesfixering, lumpen, miljöförstöring etcetera.
Gruppen gav 1992 ut skivan Natural med texter på engelska. Man hade nu också blåsare i bandet. Skivan utgiven på det egna bolaget DigiDub var nära att bli ett större genombrott i Sverige, men man halkade på målsnöret. 
Bandet fortsatte att turnera mer eller mindre intensivt (vilket de fortfarande 2023 gör). 1995 kom albumet Soon Come... inspelad i Kingston, Jamaica. En gladare och mindre roots-betonad skiva. 
1999 köpte gruppen det gamla missionshuset i Skärblacka vilket byggts om till inspelningsstudion och replokalen Red Hut Studios.
10 maj 2006 släpptes skivan Bråda Dagar, inspelad i den egna Red Hut Studion. Skivan är den första på svenska sedan Blacka Rasta.
I samband med bandets 30-årsfirande ordnades en jubileumskonsert i Norrköping som samlade en publik på ca 1600 gäster. Så gott som alla gamla medlemmar och gästartister genom åren deltog. I samband med konserten släpptes 30 - en samling, en samlingsskiva som summerar de 30 första åren och även innehåller tre nya spår.
2010 erhöll Kalle Baah Svenska pappersindustriarbetareförbundets kulturstipendium. Stipendiet delades ut av förbundsordförande i samband med förbundets kongress i Norrköping. 
Under 2019 firade gruppen sitt 40-årsjubileum med en konsert på Arbis i Norrköping. I samband med det blev det klart att de tilldelats guldskivor för de äldre låtarna "Ugly Girls" och "You Are My Angel".

## Diskografi

### Studioalbum
- 1985 – Blacka Rasta
- 1992 – Natural
- 1995 – Soon Come
- 2006 – Bråda dagar
- 2009 – 30 - En samling

### Singlar
- 1982 – "In Roots"
- 1983 – "Flush I Down the Drain"
- 1989 – "You are My Angel"
- 1992 – "Turn Me On"
- 1993 – "Ugly Girls"
- 1994 – "Cloak and Dagger"
- 1995 – "Juliette & Romeo"
- 1996 – "Here Me When I Say"
- 1999 – "Entering Zion"
- 2005 – "Billie Rude Boy"
- 2016 – "Under samma himmel"